# Верхньокансіярово
Верхньокансія́рово (рос. Верхнекансиярово, башк. Үрге Ҡанһөйәр) — присілок у складі Балтачевського району Башкортостану, Росія. Входить до складу Тучубаєвської сільської ради.
Населення — 211 осіб (2010; 274 у 2002).
Національний склад:
- башкири — 81 %